# Garrett Nevels
Garrett Keith Nevels (Los Ángeles, California, 26 de noviembre de 1992) es un jugador de baloncesto estadounidense. Juega de base y su actual equipo es el BC Uralmash Yekaterinburg de la VTB United League.

## Carrera deportiva

### Universidad
Jugó baloncesto universitario en los Hawaii Rainbow Warriors de la Big West Conference (NCAA). En su año sénior promedió 10.8 puntos, 4.4 rebotes y 1.3 asistencias. 

### Profesional
En verano de 2015 se comprometió con el Albacete Basket de liga EBA para vivir en España su primera experiencia internacional. Terminó la fase regular del grupo B de liga EBA como MVP de la competición, resultando clave en la consecución del primer puesto liguero. En la fase de ascenso aún incrementó más sus números para conducir a los albaceteños hacia el ascenso a LEB Plata. En el cómputo global de la temporada, promedió 20.8 puntos, 6.3 rebotes, 1.5 asistencias, 2.2 recuperaciones y 20.8 tantos de valoración en unos 30 minutos por choque.
En verano de 2016, firmó por el Actel Força Lleida para jugar una temporada en LEB Oro.
Nevels se convirtió en el líder indiscutible del equipo terminando la fase regular con un promedio de 16,4 puntos, 4,5 rebotes, 3,4 asistencias, 1,9 recuperaciones y 16,5 de valoración.
Tras una temporada en el club catalán ficha por el Grissin Bon Reggio Emilia de la Lega Basket Serie A donde disputa la temporada 2017-18.
El 26 de julio de 2018 se hace oficial su incorporación al Delteco GBC por una temporada.
En noviembre de 2019 los Agua Caliente Clippers de la G-league (liga de desarrollo) anuncian su incorporación para la temporada 2019-20.
El 12 de julio de 2021, firma por el KK FMP Beograd de la Liga Serbia de Baloncesto.
El 11 de octubre de 2022, firma por el Trefl Sopot de la Polska Liga Koszykówki.